# Scleropodium subcaespitosum
Scleropodium subcaespitosum är en bladmossart som beskrevs av Jean Édouard Gabriel Narcisse Paris 1898. Scleropodium subcaespitosum ingår i släktet Scleropodium och familjen Brachytheciaceae. Inga underarter finns listade i Catalogue of Life.